# コンスタンティノープル包囲戦 (1235年)
1235年のコンスタンティノープル包囲戦（コンスタンティノープルほういせん、英: Siege of Constantinople）は、第二次ブルガリア帝国とニカイア帝国の連合軍がラテン帝国の首都コンスタンティノープルを包囲した戦いである。
ニカイア皇帝ヨハネス3世ドゥーカス・ヴァタツェスとブルガリア皇帝イヴァン・アセン2世の軍がラテン皇帝ジャン・ド・ブリエンヌがいたコンスタンティノープルを包囲攻撃したが、攻略に失敗した。

## 背景
1228年にラテン皇帝ロベール1世が崩御すると、新たにジャン・ド・ブリエンヌの治世が始まった。エピロス専制侯国がクロコトニツァの戦いでブルガリアに大敗すると、ラテン帝国に対するエピロス専制侯国の脅威がなくなり、代わりにニカイア帝国が台頭して、ギリシャの領土を侵食し始めた。ニカイア皇帝ヨハネス3世ドゥーカス・ヴァタツェスはブルガリアと同盟を組み、1235年に共同でラテン帝国と戦った。

## 包囲戦
1235年、第2代ナクソス公アンジェロ・サヌードが、ラテン皇帝ジャンがニカイア皇帝ヨハネス3世とブルガリア皇帝イヴァン・アセン2世の軍に包囲されていたコンスタンティノープルの防衛のために艦隊を派遣した。ブルガリアとニカイアの連合軍の包囲は失敗し、冬が来る前の秋に撤退した。イヴァン・アセン2世とヨハネス3世は翌年に包囲を続けることに同意したが、その後ブルガリア皇帝は部隊の派遣を拒否した。1237年にジャンが崩御すると、イヴァン・アセン2世がラテン帝国の摂政になる可能性があったために、ブルガリアはヨハネス3世との条約を破棄した。
アンジェロの父の仲介で、2帝国間で2年間の休戦が締結された。

## 余波
1247年頃には、ニカイア帝国が効果的にコンスタンティノープルを包囲していて、難攻不落な城壁でニカイア軍を寄せ付けずにいるのみであり、1258年のペラゴニアの戦いによりギリシャにおけるラテン帝国の優位性がなくなり始めた。ゆえに、1261年7月25日、ニカイア帝国のアレクシオス・ストラテゴポウロス将軍が部隊とともに無防備なコンスタンティノープルに侵入して奪回し、将軍の主君ミカエル8世パレオロゴスが東ローマ帝国を再興した。